# Bartgroschen

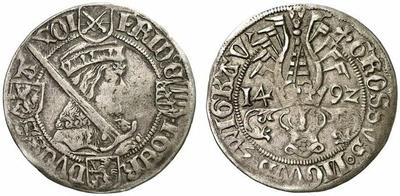
Kurfürst Friedrich III. der Weise, Johann und Herzog Georg, Bartgroschen 1492, Mmz. Kleeblatt, Münzstätte Zwickau und Schneeberg (Krug 1878)

Bartgroschen ist der Name des von 1492 bis 1493 in einer Auflage von 205.000 Stück in den Münzstätten Zwickau und Schneeberg geprägten Groschens mit dem bärtigen Brustbild Friedrichs III. des Weisen (1486–1525). Die Groschen sind die ersten sächsischen Münzen mit einem Bildnis des Regenten.

## Münzgeschichte
Die Münzen der Groschenwährung mit dem Namen Bartgroschen ließ zunächst der ernestinische Kurfürst Friedrich III. (der Weise) mit seinem Bruder Johann schlagen. Danach sind die Groschen eine Gemeinschaftsprägung Friedrichs III. mit seinem Bruder Johann und dem albertinischen Herzog Georg dem Bärtigen (1500–1539). 

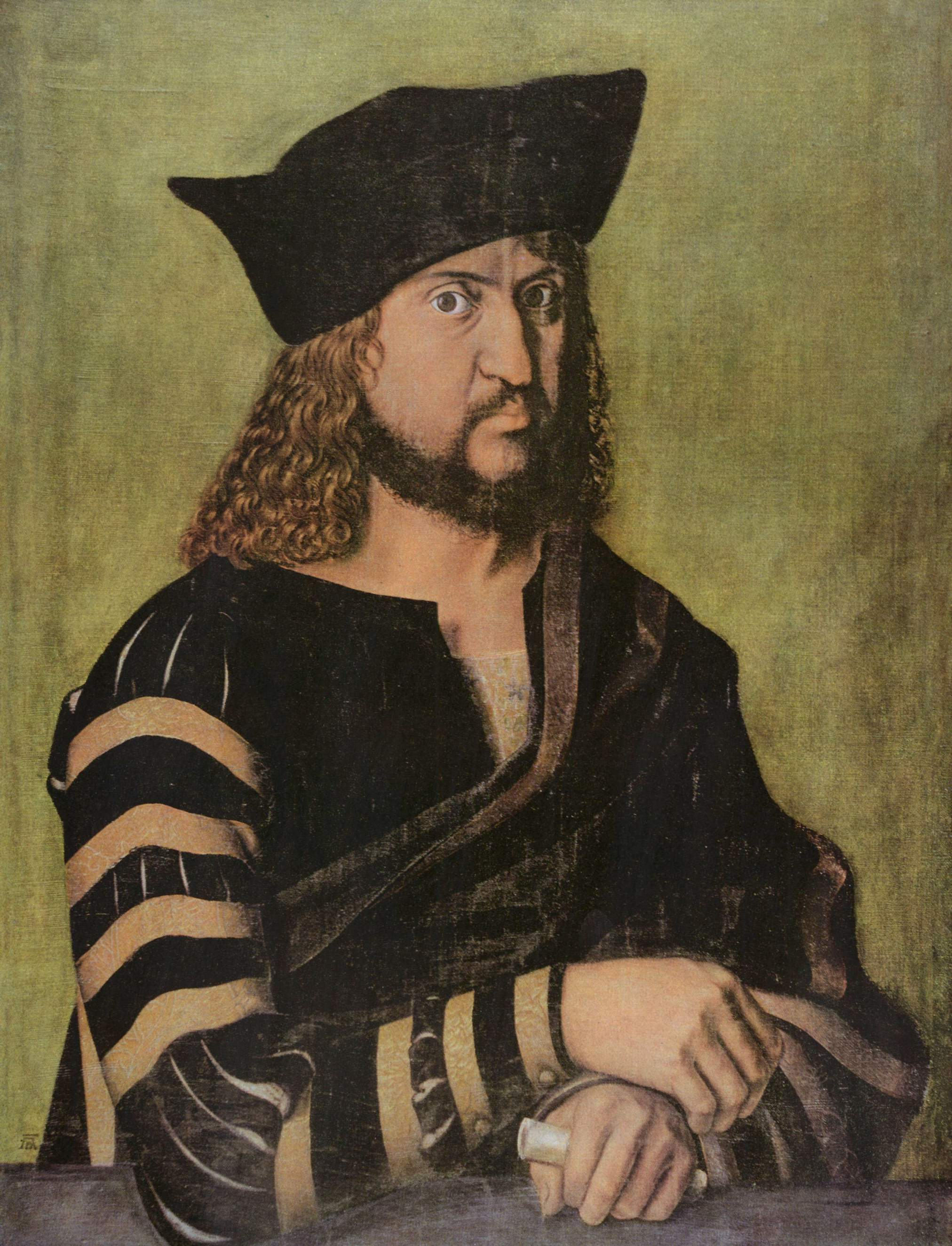
Friedrich der Weise
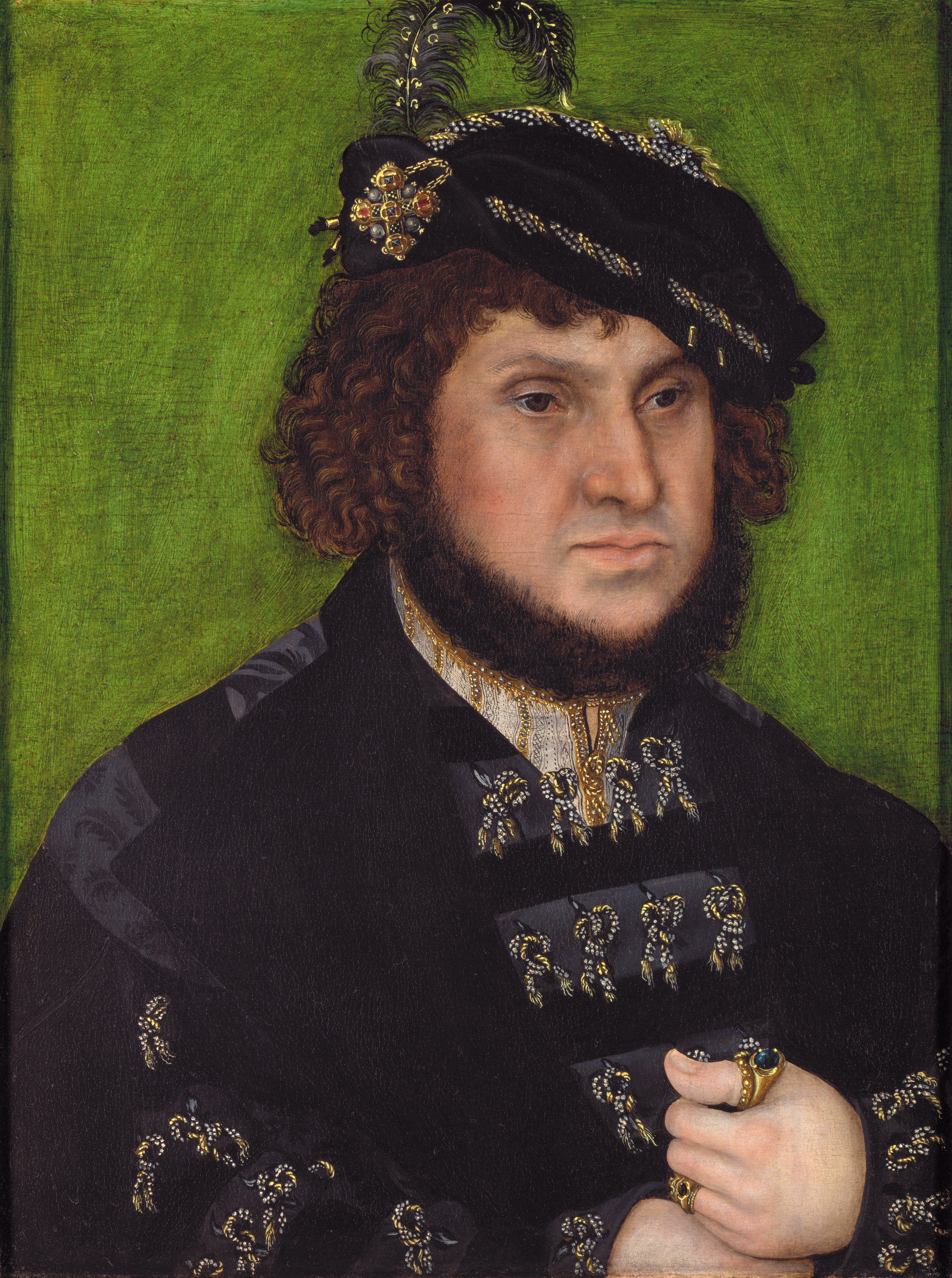
Johann der Beständige
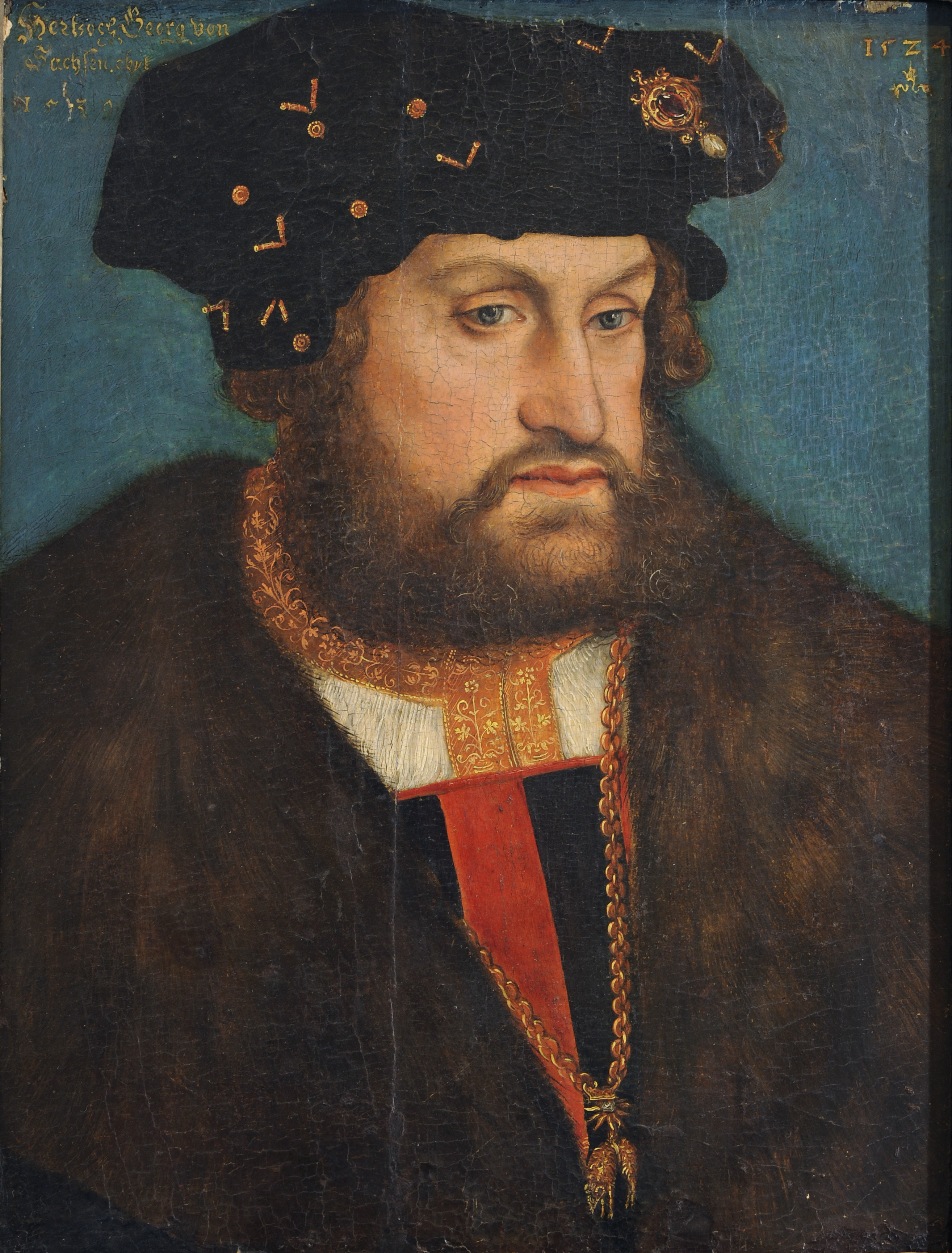
Georg der Bärtige in Vertretung Albrechts des Beherzten

Georg, der für Herzog Albrecht (den Beherzten) (1464/85–1500) in der Umschrift des Groschens erscheint, vertrat seinen Vater, wenn dieser infolge seiner kriegerischen Unternehmungen in Westfriesland weilte. Die später geprägten Groschen mit der Jahreszahl 1493 sind wieder Alleinprägungen der Ernestiner, des Kurfürsten mit seinem Bruder.
Der Name Bartgroschen wurde bereits 1493 in der Probationsliste vom Leipziger Ostermarkt unter Schneeberg erwähnt. Die Groschen sind demnach nicht nur in Zwickau, sondern auch in Schneeberg trotz der Münzinschrift „ZWIGKAV“ oder ähnlich geprägt worden. Die Ausmünzung erfolgte unter dem Münzmeister Augustin Horn mit seinem Münzmeisterzeichen Kleeblatt. Er war Münzmeister in den Münzstätten Zwickau, Schneeberg,  Langensalza und Colditz. Sein Münzmeisterzeichen verwendete er in allen vier Münzstätten.
Die Bartgroschen von 1492 sind die ersten Münzen der sächsischen Münzgeschichte mit dem Bildnis des Regenten. Gleichzeitig erscheint zum ersten Mal der Titel Elector in abgekürzter Form. Mit der Schließung der Zwickauer Münze im Jahr 1493 endete auch die Prägung dieser Groschen. Erst in den Jahren 1530/1533 während der sächsischen Münztrennung und danach 1621/1623 in der Kipper- und Wipperzeit wurde wieder vorübergehend in Zwickau gemünzt.

### Münzausbringen
Auf der Münzkonferenz am 13. Juli 1490 in Oschatz war man sich einig darüber, dass das Wertverhältnis 20 Spitzgroschen auf einen Goldgulden gerechnet, nicht mehr zu halten ist. Noch im gleichen Jahr wurde die Anzahl der Spitzgroschen je rheinischer Gulden von 20 auf 21 Stück und die halben Schwertgroschen von 40 auf 42 Stück herauf gesetzt (siehe meißnischer Gulden). Die neuen Bartgroschen wurden ab 1492 wie folgt ausgebracht:
- 1 Bartgroschen = 12 Pfennige = 24 Heller
- 21 Bartgroschen (27,464 g Feinsilber) = 1 rheinischer Gulden (2,527 g Feingold)[6]

Bartgroschen wurden zu 90 Stück aus der achtlötigen (= 0,500 f.) Erfurter Münzmark (zu 235,4011 g bis 1500) geschlagen.
Die Festlegung des Wertverhältnisses 1:21 zwischen Goldgulden und Groschen wurde auch bei der Einführung der Großsilbermünzen, der silbernen Gulden (Taler) beibehalten. (Siehe Sächsische Münztrennung / Münztrennung von 1530 bis 1533 – Tabelle über die Ausprägungen nach der Münzordnung von 1500.)

### Vorbereitung der Großsilberwährung
Die Vorbereitung für die Einführung der Großsilberwährung begann bereits mit dem Münztag in Zeitz 1490. Das erste Ergebnis waren die Bartgroschen. Für den rheinischen Goldgulden wurde ein silbernes Äquivalent von 27,464 g festgelegt, das achtmal auf die 15 Lot haltende (937,5 ‰) Mark Feinsilber ging. Nach diesem Münzfuß prägten die Wettiner zehn Jahre später silbernen Gulden, die ersten sächsischen Talermünzen. Die gewaltige Silberproduktion der Erzgebirgsgruben gestattete es, die Silberwährung in feste Beziehung zur Goldwährung zu bringen und diese schließlich weitgehend zu ersetzen.
Die Einführung der Großsilberwährung nahm nach Paul Arnold etwa zehn Jahre in Anspruch:
Die Einführung der Großsilberwährung bedurfte deshalb wohldurchdachter Vorbereitung, die ungefähr zehn Jahre in Anspruch nahm. Sie begann auf dem Münztag zu Zeitz am 9. August 1490, als angesichts des weiteren Falls des Goldgehalts des rheinischen Goldgulden und des gleichzeitig ansteigenden Goldpreises die Erfurter Mark, das Münzgrundgewicht in Sachsen, der Kölner Mark zu 233,855 g angeglichen wurde. […] Der nächste Schritt war die Deckung des Kleingeldbedarfs. Zuerst mussten die kleinen Nominale in ausreichenden Mengen geprägt werden, bevor dann, sozusagen als Schlussstein das ganze Münzsystems, der silberne Gulden (Taler) eingeführt werden konnte.
Die Bartgroschen waren wertgleich mit den ab 1496 ausgebrachten Schneeberger Zinsgroschen. Sie sind deshalb oft unter dem Münznamen „Zinsgroschen“ zu finden.
Die Zinsgroschen dienten der Vorbereitung der Großsilberwährung.

## Münzbild und Umschrift
Die Vorderseite des Groschens zeigt das bärtige Brustbild des Kurfürsten im Ornat mit geschultertem Schwert nach rechts. In der Legende befinden sich vier Wappenschilde. Auf der Rückseite ist der gekrönten Helm mit der sächsischen Zier zwischen der geteilten Jahreszahl sowie das Münzmeisterzeichen Kleeblatt zu sehen. Die heute seltenen Münzen sind größtenteils schwach ausgeprägt.
Der Stempelschneider des im Jahr 1500 in Annaberg/Frohnau und wahrscheinlich auch in Wittenberg geprägten ersten silbernen Guldens, des sogenannten Klappmützentalers, orientierte sich an der Vorderseite dieses Groschens, auch was die Verteilung der vier Wappen (Kur, Sachsen, Thüringen und Meißen) in der Umschrift anbelangt.
Die Umschrift der Alleinprägung (1492/1493) der Ernestiner Friedrich III. mit seinem Bruder Johann lautet (ggf. auch mit kleinen Abweichungen – siehe KRUG):
- Vorderseite: FRID(ericus).E–L(e)C(tor).IO(hannes):–DVC(e)S:–SAXO(niae)
  - Übersetzung: Friedrich, Kurfürst und Johann, Herzöge zu Sachsen
- Rückseite: GROSSVS.NOVVS.ZWIGKAV(iensis)
  - Übersetzung: Neuer Zwickauer Groschen

Die Umschrift der hier abgebildeten Münze, die Gemeinschaftsprägung (1492) Friedrichs III. mit seinem Bruder Johann und dem albertinischen Herzog Georg lautet:
- Vorderseite: FRID(ericus):E(lector)–:I(ohannes).GE(o)R(gius)–DVC(e)S.S–A–XO(n)I(ae)
  - Übersetzung: Friedrich, Kurfürst, Johann und Georg, Herzöge zu Sachsen
- Rückseite: GROSSVS.NOVVS.ZWIGKAV(iensis)
  - Übersetzung: Neuer Zwickauer Groschen